# Ковальчук Дарія Богданівна
Дарія Богданівна Ковальчук, до шлюбу Жеплинська (нар. 11 травня 1957, Львів) — українська дослідниця кобзарства, музикантка, інженер хімік-технолог, педагогиня, магістр релігійних наук.

## Життєпис
Донька Віри та Богдана Жеплинських. Мати Мирослава Ковальчука.
Дитячі роки провела в місті Новий Розділ на Львівщині. Вчилась у Новороздольській дитячій музичній школі по класу фортепіано. В 1967—1969 була учасницею дитячої капели бандуристів «Струмок» БК м. Новий Розділ, якими керували Богдан та Роман Жеплинські, де почала освоювати гру на бандурі.
В 1969 разом з родиною переїхала до Львова. Тут продовжувала навчання у Львівській музичній школі № 1 по класу фортепіано, яку закінчила в 1972. Після закінчення СШ № 79 в 1974 вступила у Львівський політехнічний інститут (тепер — Національний університет «Львівська Політехніка»). Під час навчання в інституті освоїла самотужки гру на цимбалах і стала грати на цимбалах в капелі бандуристів «Заспів» Львівського політехнічного інституту та в капелі бандуристів і в ансамблі українських народних інструментів ПК «Львівхімсільгоспмаш», якими керували батьки Богдан та Віра Жеплинські. Була учасницею інститутських щорічних фестивалів-оглядів художньої самодіяльності «Весна Політехніка». В 1979 закінчила навчання та отримала диплом за спеціальністю інженера хіміка-технолога.
З 1979—1995 працювала інженеркою у Львівському науково-дослідному інституті матеріалів. Займалася дослідницькою працею. Має 5 авторських свідоцтв на винаходи. Тут також грала на цимбалах в ансамблі українських народних інструментів.
В 1999 закінчила педагогічне відділення Дослідницького центру Міністерства освіти України при Львівській Політехніці, здобувши другу вищу освіту — викладачки хімії та біології.
З 1995 до 2000 викладала предмет «Християнська етика» у львівській СШ № 84, організовувала вечори відпочинку учнів та педагогів, концерти з участю бандуристів Львова.
З 2000 і до сьогодні працює в Українському Католицькому Університеті референткою вечірньої форми навчання Катехитично-педагогічного інституту.
З 2012 — членкиня Національної спілки кобзарів України.

## Дослідження кобзарства
В 2005 закінчила магістратуру Українського Католицького Університету, захистивши наукову працю на тему: «Кобзарство в церковно-релігійній традиції українського народу».
Виступає з доповідями на наукових конференціях.
Має друковані наукові статті з проблематики кобзарства та є співавторкою книг:
1. Жеплинський Б. М., Ковальчук Д. Б. Українські кобзарі, бандуристи, лірники. Енциклопедичний довідник. — Львів: Галицька видавнича спілка, 2011. — 316 с.
2. Жеплинський Б. М., Ковальчук М. М., Ковальчук Д. Б. Відроджений ляльковий вертеп. — Львів: Галицька видавнича спілка, 2013. — 204 с.
3. Жеплинський Богдан, Ковальчук Дарія, Ковальчук Мирослав. Кобзарство і ми. — Львів: Галицька видавнича спілка, 2014. — Т.1 — 640 с., Т.2. — 612 с.

## Відзнаки
Нагороджена грамотами Львівського державного обласного центру народної творчості та культурно-освітньої роботи як співавторка книг «Відроджений ляльковий вертеп» та «Кобзарство і ми».